# ويندي كيلبورن
ويندي كيلبورن (بالإنجليزية: Wendy Kilbourne)‏ هي محامية وممثلة أمريكية، ولدت في 29 يونيو 1964 في لوس أنجلوس في الولايات المتحدة.

## أعمال

### مسلسلات
- الشمال والجنوب
- ديناستي

## وصلات خارجية
- ويندي كيلبورن على موقع IMDb (الإنجليزية)
- ويندي كيلبورن على موقع ألو سيني (الفرنسية)
- ويندي كيلبورن على موقع أول موفي (الإنجليزية)
- ويندي كيلبورن على موقع قاعدة بيانات الأفلام السويدية (السويدية)
- ويندي كيلبورن على موقع قاعدة بيانات الفيلم (الإنجليزية)
- ويندي كيلبورن على موقع كينوبويسك (الروسية)